# BMP-3
BMP-3（ロシア語: БМП-3 ベエムペー・トリー）は、ソビエト連邦およびロシア連邦の軍用車両メーカー、クルガン機械工場（ロシア語: Курганмашзавод）で開発された歩兵戦闘車である。

## 概要
BMP-3の最大の特徴とされるのは、極めて火力重視の火器システムである。主砲の100mm低圧砲に、30mm機関砲と7.62mm機関銃を同軸で装備しており、さらに2丁の7.62mm機関銃を持つ。また、主砲からは対戦車ミサイルも発射できる。

## 開発
ソ連陸軍で運用されていたBMP-1は、1979年から始まったアフガニスタン侵攻で実戦を経験したが、武装の73mm低圧砲は命中率が悪く、全高が2mしかない車体は居住性が劣悪であるなど歩兵戦闘車としては攻守共に欠点が多い車両となってしまった。
1981年、BMP-2の開発を行ったクルガンスキー自動車工場では、アフガン侵攻の戦訓を基にした新型BMPの開発がA・ニコノフ技師を中心にして始まった。開発にあたり、ソ連機甲局が攻撃力でかなり重武装の要求を行ったこともあり、設計のベースには1975年頃に同工場でPT-76の後継として開発されたが不採用となった水陸両用戦車オブイェークト685を原型とした。
従来のBMPと外見が大きく異なった車体となったBMP-3は、1987年に採用された。

## 車体

### 武装
主砲は100mm低圧砲2A70で、歩兵戦闘車に搭載する砲では非常に大きなものである。2A70は自動装填装置を装備しており、1分間に8-10発程度を主砲に送り込む能力を持つ。この砲からは射程4,000m程度の破片効果榴弾（FRAG HE）3OF32が発射できる。砲弾は弾底部にロケット噴進口があり、弾道計算機・風力センサー・レーザー測距儀などを装備した射撃管制装置によって、主力戦車であるT-80にも劣らない高精度の射撃が可能になっている。
2A70からは、9M117 バスティオン（NATOコードネーム：AT-10 スタッバー）砲発射式対戦車ミサイルを発射できる。9M117は、2A70に車内から装填して砲口から発射され、レーザー誘導装置1K13-2で誘導される。BMP-1やBMP-2と異なり、車外にミサイル発射機がなく、再装填の際に車外に出る必要がなくなっている。9M117の有効射程は1,000-4,000mで、圧延鋼板換算で600mmの貫徹力を有する。2A70は、自動装填装置に榴弾22発、手動装填用として榴弾18発が用意されており、合計で40発の榴弾と、8発前後の対戦車ミサイルを搭載することができる。
主砲の横には30mm機関砲2A72が取りつけられている。2A72は、BMP-2に搭載された2A42の改良型で、1,500-2,000m程度の射程で一分間に300発ほどの砲弾を発射できる。弾薬も、装甲貫通を目的としたAP弾と破片効果榴弾HE-FRAGから選択できるようになっている。副武装として7.62mm機関銃PKTを主砲同軸に搭載するのに加えて、車体前方の左右にも各1丁装備している。これは、搭乗した歩兵が車体前部左右で操作するが、潜望鏡から曳光弾の光跡を見ながら射撃するもので、命中を期待したものではない威嚇目的のものである。7.62mm弾は2,000発を格納している。
このほか、兵員室上方ハッチから射撃するための9K34携行式地対空ミサイルの発射機を2基搭載しているほか、車体側面には搭乗歩兵の乗車戦闘用に左右各2箇所の銃眼、砲塔には6基の発煙弾発射機が装備されている。

### 車体と機関
車体は一新され、従来のBMPよりも容積が大きいことから、居住性も向上している。車体は18tを超える重量になったが、エンジンは500馬力のディーゼルエンジンUTD-29に強化されており、軽戦車ゆずりの機動力で荒地走破能力は格段に向上し、最高速度は70km/hに達し、装軌式のIFV/APCとしては世界一速い部類に入る。ただし、ほぼフラットな150° V型とはいえ、エンジンを車体後部の後部扉から至る連絡通路の床下に配置したため、車体後部背面のハッチ2枚と同じく後部上面のハッチ2枚の合計4枚ものハッチを開けなければ、兵士たちは速やかに兵員室への出入りができないという不都合も持っている。
車体後部には左右両方にウォータージェットが搭載されており、BMP-1以来の水上浮上航行能力は維持され、水陸両用戦車PT-76の後継車としての役割も持っている。乗員は車長・操縦士・砲手の3名で、後部兵員室の定数は7名だが、前方操縦席両脇に各1名ずつの座席があり、ここにも人員を搭乗させた場合、固有搭乗員3名を除き最大9名の人員輸送が可能となる。この前部搭乗員席が車体前方左右の7.62mm機関銃PKTの銃手席を兼ねる。ただし、この座席から降車する場合は天井のハッチを開けて乗降するしかなく、戦闘中の乗降は危険が伴う。この欠点はBMP-2の砲塔左前の座席と同様である。
従来のBMPがアフガン侵攻でRPG-7によって次々と撃破されていった戦訓から、BMP-3は要所に二重装甲を施している。また、車体と砲塔の前面は特に防御力が高く、ソ連製30mm機関砲による射距離300mからの射撃に耐えることができる。これだけの防御力と水上浮上航行能力を両立させた車両は世界的にも珍しい。さらに防御力を高めるために、浮航性を損なわない程度の爆発反応装甲を取り付けることも可能となっている。

## 比較
|          | AAV7                              | BMP-3F                                                             | ZBD-05                                         | EFV                         | BvS10                               |
| -------- | --------------------------------- | ------------------------------------------------------------------ | ---------------------------------------------- | --------------------------- | ----------------------------------- |
| 画像     |                                   |                                                                    |                                                |                             |                                     |
| 全長     | 8.16 m                            | 7.14 m                                                             | 9.5 m                                          | 9.27 m                      | 7.6 m                               |
| 全幅     | 3.26 m                            | 3.23 m                                                             | 3.36 m                                         | 3.63 m                      | 2.34 m                              |
| 全高     | 3.31 m                            | 2.30 m                                                             | 3.04 m                                         | 3.31 m                      | 2.2 m（前方車両） 2.1 m（後方車両） |
| 重量     | 25.6 t                            | 23.0 t                                                             | 26.0 t                                         | 28.7 t                      | 5.0 t（前） 3.5 t（後）             |
| 最大出力 | 400 hp                            | 500 hp                                                             | 550 hp （水上時は1,475 hp）                    | 851 hp （水上時は2,703 hp） | 285 hp                              |
| 最高速度 | 72 km/h                           | 70 km/h                                                            | 65 km/h                                        | 72 km/h                     | 65 km/h                             |
| 水上速度 | 13 km/h                           | 10 km/h                                                            | 20-30 km/h                                     | 46 km/h                     | 5 km/h                              |
| 乗員数   | 3+25名                            | 3+7-9名                                                            | 3+8名                                          | 3+17名                      | 1+4名（前）、8名（後）              |
| 武装     | 40mm自動擲弾銃×1 12.7mm重機関銃×1 | 7.62mm機関銃×3 30mm機関砲×1 100mm低圧砲2A70×1 9M117ATM（砲発射式） | 30mm機関砲×1 紅箭73CATM発射機×2 7.62mm機関銃×1 | 30mm機関砲×1 7.62mm機関銃×1 | 12.7mm重機関銃×1                    |
| 備考     |                                   | 海軍歩兵仕様                                                       | 火力支援型などの 派生型が存在                  | 2011年開発中止              | Bv.206の海兵隊仕様 2両連結式        |

## 運用
1987年に採用されたBMP-3は、生産も同時に始まり、西側諸国には1990年にモスクワでのパレードで存在が明らかになった。BMP-3は攻撃力と機動力に優れた歩兵戦闘車であり、ソビエト連邦の崩壊後も生産が続けられているが、価格も従来のBMP-1やBMP-2に比べて高価なものとなったため、配備速度は低率である。
むしろ、ロシア国内向けよりも輸出に重点が置かれており、ロシア兵器輸出公団では多数のバリエーションやオプション提案と共に海外への売り込みを図っている。単価が約80万ドルと、歩兵戦闘車でも比較的安価であることから、すでにアラブ首長国連邦（UAE）やクウェート、キプロス、スリランカ、韓国で採用されている。UAEでは、1990年代に約700両が導入された。エンジンを強化したBMP-3Mを採用し、フランス製の暗視装置を装備するなど独自の改良を行っている。後に、多くのBMP-3から新型のRabdan歩兵戦闘車へ砲塔を移植しており、元のBMP-3にはスロバキアのZTS Špeciál社が開発した「DVK-30」1名用砲塔を搭載している。韓国陸軍では、30両を第90機械化歩兵大隊に配備し、機械化歩兵戦力の一翼を構成している。
1990年代後半には、ようやくロシア陸軍でもまとまった数が運用できるようになり、チェチェン紛争や南オセチア紛争などの実戦を経験している。

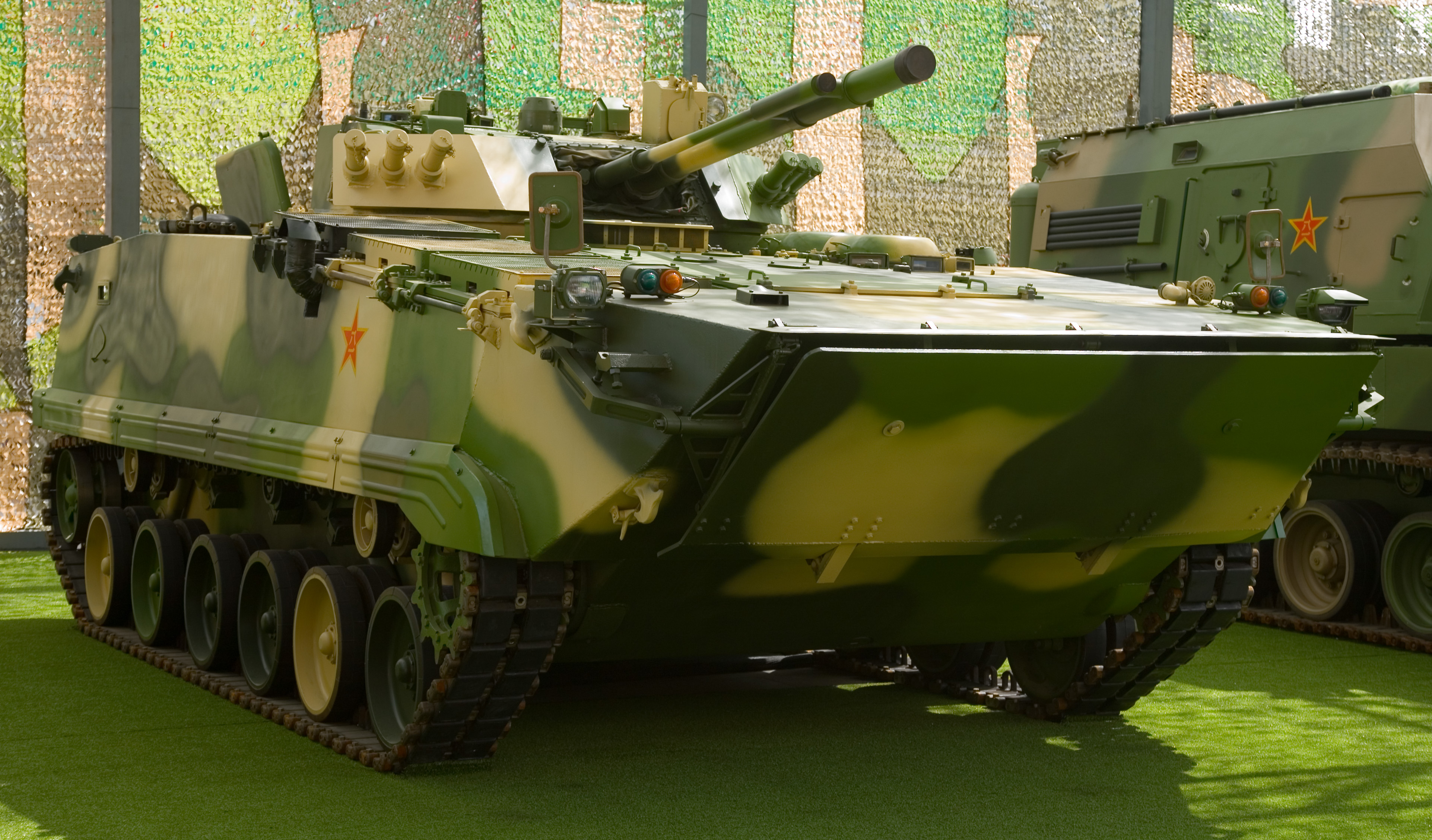
97式歩兵戦闘車（04式のプロトタイプ。BMP-3の技術が投入されている）

中国は、BMP-3の射撃管制システムと9M117 バスティオン対戦車ミサイルの技術供与を受け、04式歩兵戦闘車とGP-2砲発射式対戦車ミサイルを開発している。
2022年ロシアのウクライナ侵攻に伴い、多数のBMP-3が実戦投入されている。

## 派生型

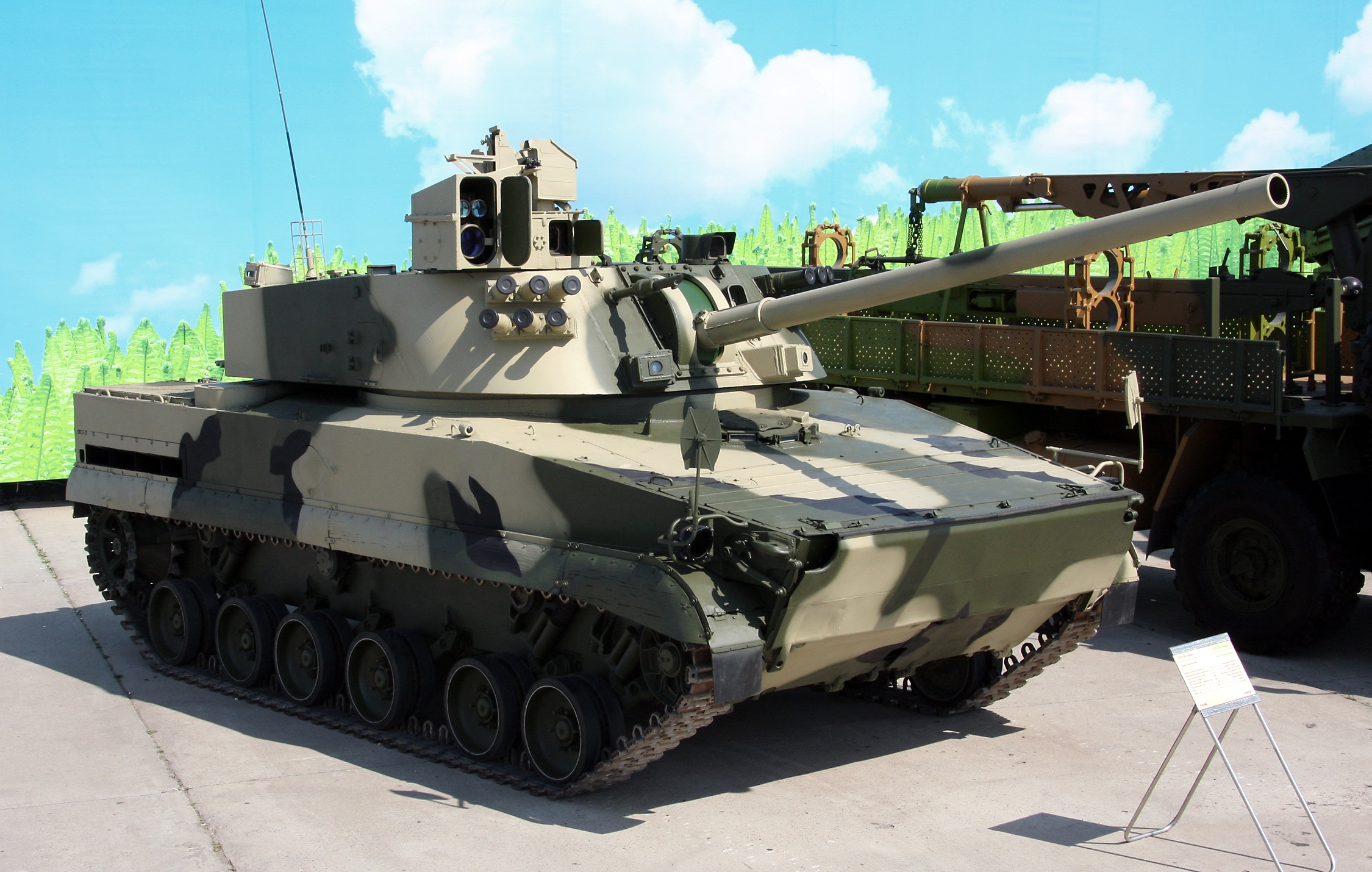
2S31 ヴェーナ

BMP-3M
エンジンをUTD-29T（500馬力）からUTD-32T（660馬力）に向上させ、最大速度は80km/hに達する。オプションとして仏GIAT（現・ネクスター）製の爆発反応装甲やロシア製の対誘導ミサイル擲弾発射システム「アリーナ-E」を装備可能。
BMP-3F
BMP-3Mの海軍向け車両。車体前部トリムベーン（波切板）の大型化や、給排気用パイプの延伸を行った。ロシア海軍歩兵向けに設計されたが、上陸作戦用に最適として海外への売込みがされている。
BMP-3 コルネットE
1990年代に開発された対戦車誘導ミサイル9M133 コルネット-Eを発射する自動装填装置付の2連ランチャーを砲塔位置に持つ自走対戦車ミサイル車両。コルネット-Eはレーザー誘導で、二重HEAT弾頭、有効射程は100-5,500m。装甲貫徹力はRHA換算で1,000-1,200mm。
BMP-3 フリザンテーマ
大型対戦車誘導ミサイル9M123 フリザンテーマを発射する自動装填装置付の2連ランチャーを砲塔位置に持つ自走対戦車ミサイル車両。フリザンテーマもHEAT弾頭だが、有効射程は100-6,000mに強化されている。装甲貫徹力はRHA換算で1,000mm（公表値）。レーダー照準システムを有する。
BRM-3K ルィーシ
偵察警戒装甲車。「ルィーシ」はロシア語で「狐（Лиса́）」の意味。BMP-3の砲塔を30mm機関砲のみのものに換装し、戦場サーベランス・レーダー、暗視システム、センサー類、通信機器を搭載。輸出も提案されているが、ロシア陸軍が若干数を運用している。
BZREM-L ベグリャンカ
装甲回収車。「ベグリャンカ」は「放浪者」の意味。
2S31 ヴェーナ

自走迫撃砲。BMP-3の砲塔を換装し、長砲身の後装式120mm直射・迫撃両用ライフル砲2A80を搭載。
BT-3F
装甲兵員輸送車。BMP-3の砲塔を撤去し、車体中央部に兵員室を設けており、14名の人員を収容することが可能。インドネシア海兵隊に採用されているほか、ロシア海軍歩兵ではBTR-80装甲兵員輸送車の後継として検討されている。
Vikhr(ヴィーフリ)
無線による遠隔操縦を可能にしたBMP-3。無人戦車を開発するための各種試験が行われている。従来のBMP-3と同様の武装を施したモデルに加えて、57mm機関砲と自動擲弾銃を装備した派生型も試作された。大きな車内容積を活かして、軍用UAVやUGVの発進母艦や装甲救急車などの用途も研究されている。

## 採用国
- ソビエト連邦/ ロシア - 550両
- アゼルバイジャン - 2024年時点で、アゼルバイジャン陸軍が46両のBMP-3を保有[5]。
- キプロス - 2023年時点で、キプロス国家守備隊が43両のBMP-3を保有[6]。
- インドネシア - 2025年時点で、インドネシア海兵隊が54両のBMP-3Fを保有[7]。2025年6月、インドネシア海軍は既存車輛の装甲強化改修を予定していることを発表した[7]。
- 韓国 - 70両
- クウェート - 120両

- スリランカ - 45両
- トルクメニスタン - 2024年時点で、トルクメニスタン陸軍が4両のBMP-3を保有[8]。
- ウクライナ - 4両
- アラブ首長国連邦 - 598両
- ベネズエラ - 135両

## 登場作品

### 映画
『バイオハザード ダムネーション』
東スラブ共和国（架空国家）の政府軍所属として登場。物語後半、レオン・S・ケネディとアレクサンドル・コザンチェンコが放棄されていた車両に乗り込み、スーパータイラントを撃破するために使用する。

### ゲーム
『ARMA 2』
プレイヤーやAIが操作可能。
『戦闘国家シリーズ』
ロシアの基本装備として組み込まれる。
『大戦略シリーズ』
ロシアもしくはR国の装備として登場する。
『バトルフィールド2』
MEC特殊部隊・スペツナズの装甲車として登場する。
『Project Reality（BF2）』
ロシア連邦軍にBMP-3と、中東連合軍（MEC）の兵器としてBMP-3Mが登場。装備は1PZ-10と1K13-2のカメラ2種、TKN-3暗視装置（BMP-3MはSAGEM Namut）、クラクション、2A70 100mm低圧砲（100mm HE-FRAG弾）、2A42 30mm機関砲（3UBR8 APDS弾/3OF32 HE-FRAG弾）、9M117 砲発射式対戦車ミサイル、PKT 7.62mm同軸機銃、902V スモークランチャー。

『メタルギアソリッド4』
中東民兵の歩兵戦闘車として登場。途中でPMCのジャベリン対戦車ミサイルに破壊される（破壊を阻止することも可能）。